# Fasci femminili
Fasci Femminili (FF) fu la sezione femminile del Partito Nazionale Fascista (PNF), fondata nel 1919 e sciolta nel 1945.

## Storia
Nel 1919 fu impedito alle donne di avere ruoli dirigenziali nell'amministrazione pubblica; nel 1926 fu vietato alle donne insegnare storia, filosofia e letteratura italiana nelle scuole superiori. Nel 1933 fu stabilito che gli uomini dovevano essere assunti in ruoli superiori a quelli delle donne. Nel 1934 fu vietato alle donne di assumere il ruolo di segretario comunale e poi nel 1938 fu imposto che le donne non potessero essere più del 20% del personale delle amministrazioni pubbliche
La politica del partito fascista, mentre allontanava le donne dalla vita sociale e politica, puntava a irreggimentarle nella sua ideologia che assegnava alla donna il ruolo di moglie e madre. Madre per fornire mano d'opera a basso prezzo e soldati per le mire espansionistiche mussoliniane
I fasci nascono nel 1919 e sono formalmente istituiti nel 1920. Ebbero uno sviluppo lento poiché incontrarono ostilità da parte della componente maschile del partito. L'organizzazione ingloberà negli anni tutte le altre organizzazioni fasciste di donne e ragazze.
Durante gli anni '20, le donne attive all'interno del Partito Nazionale Fascista erano per lo più donne istruite e della classe media. Le ragazze erano state inserite attraverso la creazione di gruppi giovanili, separati per classi di età, quali le Piccole Italiane (per le ragazze di 8-14 anni) e le Giovani Italiane (14-18 anni), dipendenti dall'Opera Nazionale Balilla.
Per le giovani donne dai 18 ai 21 anni vennero fondati i Gruppi giovani fasciste, sotto la responsabilità dei Fasci femminili.
Donne italiane di sicura fede fascista e buona condotta morale, potevano far parte di FF al compimento del ventunesimo anno di età. Nel 1925 fu creata la sezione dell'Opera Nazionale Maternità ed Infanzia (OMNI).
Nel 1929 fu trasformata da movimento politico minoritario a organizzazione di massa. Perse ogni autonomia politica e venne inquadrata nella organizzazione del Partito: serviva per indottrinare le donne all'ideologia fascista e per mobilitarle a sostegno del partito. La macchina della propaganda fascista ebbe un ruolo essenziale nel proporre da un lato il modello della donna dedicata ai figli al marito ed alla casa, ma anche quello della donna sostenitrice della patria attraverso la maternità («fattrice di soldati per la Patria»), l'assistenza e la produzione di prodotti nazionali per sostenere l'autarchia.
Nel 1939 FF contava 750.000 iscritte; alla vigilia della II guerra mondiale circa 3.180.000 donne possedevano la tessera dell’una o dell’altra organizzazione del partito.

## Organizzazione
La Consulta era l'organo centrale, presieduta dal segretario del Partito, era composta dalle ispettrici nazionali, dalla ispettrice della GIL (Gioventù Italiana del Littorio), dei GUF (Gruppi Universitari Fascisti), dal vice segretario del Partito, dall'ispettore del Partito per i Fasci Femminili e dalla Commissaria nazionale dell'Associazione Fascista Donne Artiste e Laureate. Aveva il compito di indirizzare e coordinare l'attività delle organizzazioni femminili del Partito. Il Fascio Femminile era istituito presso ciascun Fascio di Combattimento ed era retto da una segretaria. Quelli provinciali erano inquadrati nelle Federazioni di provincia, rette da Fiduciarie nominate dal segretario del Partito. All'interno di FF vi erano le Visitatrici, donne di particolare attitudine che visitavano le famiglie bisognose e fornivano assistenza morale e materiale, con cura per la maternità e l'infanzia, riferendo periodicamente alla Segretaria del Fascio di appartenenza.
Facevano parte dei fasci femminili:
- L'Opera Nazionale Maternità ed Infanzia (ONMI), istituita nel 1925 per sostenere le madri sposate e i bambini, essenzialmente un ente di beneficenza gestito dalle donne dei FF.
- La Massaie Rurali (MR), creata nel 1933[11].
- La Sezione Operaie e Lavoranti a Domicilio (SOLD), creata nel 1937[4].

## Finalità
L'organizzazione si basava sui seguenti capisaldi:
1. La robustezza fisica e pertanto la sanità morale della nuova generazione.
2. La ricostruzione della famiglia, suprema base sociale, su fondamenti altamente morali, sviluppando il culto della casa e di tutte le attività ad essa inerenti.
3. Infine, il risorgere delle Piccole Industrie Femminili e dell’artigianato.

In conseguenza l’azione dei Fasci Femminili s’inquadrava in quattro diversi rami di attività:
1. La direzione e la sorveglianza delle organizzazioni giovanili.
2. L’organizzazione dell’assistenza sanitaria.
3. L’istruzione popolare.
4. La Sezione femminile dell’Opera Nazionale Dopolavoro[12].

## Il "sano femminismo" fascista
La condizione femminile era sempre stata al di fuori delle politiche delle istituzioni e non era mai stata al centro di politiche di governo.  Le emancipazioniste del resto, pur cercando legittimazione e risposte da parte dello Stato, non accettarono le tradizionali regole di rappresentanza, i partiti. Il Partito fascista fu il primo partito italiano a inserire nella propria organizzazione una sezione femminile: i Fasci femminili.

Con l'avvento del regime fascista, venne promossa una identità della donna verso cui indirizzare politiche istituzionali, sociali e culturali. La propaganda fascista diffuse due immagini femminili: una la donna-crisi, cosmopolita, urbana, magra, isterica, decadente e sterile; l’altra la donna-madre, patriottica, rurale, florida, forte, tranquilla e prolifica. Mussolini così si espresse:
(Mussolini)
I fascisti condannavano ciò che poteva promuovere l'emancipazione femminile, dal voto al lavoro extradomestico, al controllo delle nascite, all'affermazione della propria individualità. Al fine però di accrescere la forza economica della nazione, anche promuovendo la natalità, i fascisti seminarono il germe di quegli stessi cambiamenti che cercavano di evitare, definiti "vano femminismo".
Il regio decreto n. 1054 del 6 maggio 1923, noto come Riforma Gentile, già aveva vietato alle donne la direzione delle scuole medie e secondarie. Inoltre, al fine di scoraggiare le famiglie a far studiare le figlie, vennero raddoppiate le tasse scolastiche per le ragazze.  Veniva creato, inoltre, il liceo femminile, i cui obiettivi erano "preparare le giovinette all’esercizio delle professioni proprie della donna e al buon governo della casa". Aveva anche l'obiettivo di ridurre le tante iscrizioni alle magistrali che portavano alla creazione di maestre elementari. Il liceo fu poi chiuso nel 1928 per mancanza di iscritte.
Il regio decreto n. 2480 del 9 dicembre 1926 escluse le donne dalle cattedre di lettere e filosofia nei licei, tolse a loro alcune materie negli istituti tecnici e nelle scuole medie, non poterono diventare dirigenti o presidi di istituto.
Anche il diritto al voto amministrativo, sebbene con molte limitazioni, sancito dalla legge 22 novembre 1925 n. 212, fu una vana conquista, poiché dopo pochi mesi le elezioni amministrative furono abolite e il sindaco sostituito dal podestà.
Alcune voci coraggiosamente si opposero pubblicamente: tra queste Laura Casartelli, che tra il 1920 e il 1925 firmò la Rassegna del Movimento femminile italiano all’interno dell'Almanacco della Donna Italiana, diretto da Silvia Bemporad e edito da Bemporad dal 1920. Il suo nome fu cancellato dalle collaboratrici quando, in un articolo nel 1925, nel mezzo della crisi Matteotti, accusò il governo fascista di aver totalmente disatteso le promesse fatte al movimento femminile. Tuttavia, Laura Casartelli Cabrini così descriveva lo spirito che animava le donne in quegli anni: "Erano l'autentico amore per la Patria, un largo umanitarismo ed un vivo sentimento sociale a spingere le donne a simpatizzare con il programma fascista di valorizzazione della vittoria, di esaltazione della guerra nazionale, di opposizione ad uomini ed a metodi".
"La generazione delle donne italiane giunta a maturità negli anni Trenta era rumorosa, ingenua e triste; sebbene terribilmente cosciente di sé, era ignara di dover soggiacere alle costrizioni più assurde. Nel sentirsi libere da ogni vincolo morale, sentimentale e fisico da non accorgersi, se non troppo tardi, che avevano perduto la loro libertà", scriveva Irene Brin.